# Lodewijk Alexander van Battenberg

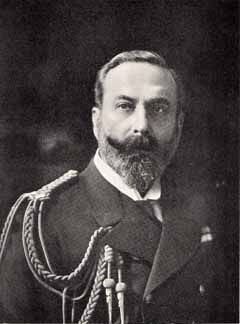
Lodewijk van Battenburg

Lodewijk Alexander Mountbatten (voorheen van Battenberg), eerste markies van Milford Haven (Graz, 24 mei 1854 — Londen, 11 september 1921) was de eerste zoon van prins Alexander van Hessen uit diens morganatische huwelijk met gravin Julia Hauke. Hijzelf trouwde met prinses Victoria Maria van Hessen-Darmstadt, kleindochter van koningin Victoria van het Verenigd Koninkrijk, met wie hij vier kinderen kreeg. Hij is de overgrootvader van de Britse koning Charles III.

## Jeugd
Prins Lodewijk Alexander werd geboren in Oostenrijk als de oudste zoon van prins Alexander van Hessen en Julia Theresia, prinses van Battenberg. Hij was de broer van onder anderen Alexander I van Bulgarije en Hendrik Maurits van Battenberg, die trouwde met prinses Beatrice van Saksen-Coburg en Gotha, de jongste dochter van koningin Victoria van het Verenigd Koninkrijk. 

## Carrière
Lodewijk Alexander werd in 1868 op 14-jarige leeftijd genaturaliseerd als inwoner van het Verenigd Koninkrijk, waarna hij een militaire carrière startte bij de Royal Navy. Hij begon als adelborst. In 1876 vergezelde hij de prins van Wales, de toekomstige koning Eduard VII, op zijn reis naar Brits-Indië en in 1883 werd hij door koningin Victoria aangesteld als luitenant van haar jacht 'Victoria en Albert'. In de jaren daarna steeg hij steeds in rang. Op 13 juli 1912 werd hij bevorderd tot admiraal en op 8 december 1912 werd hij benoemd tot First Sea Lord. Aanhoudende anti-Duitse sentimenten in het Verenigd Koninkrijk in de aanloop en aan het begin van de Eerste Wereldoorlog deden de minister van Marine Winston Churchill op 27 oktober 1914 Battenberg verzoeken om terug te treden als First Sea Lord. Op 1 januari 1919 ging hij officieel met pensioen. 
In zijn jaren bij de marine heeft prins Lodewijk Alexander verscheidene onderscheidingen gekregen. Vlak voor zijn dood werd hij in augustus 1921 nog benoemd tot admiraal van de Vloot.

## Huwelijk en gezin
Op 30 april 1884 trouwde Lodewijk Alexander met prinses Victoria Maria van Hessen-Darmstadt (1863-1950), die ook zijn achternicht was. Zij was de oudste dochter van groothertog Lodewijk IV van Hessen-Darmstadt en prinses Alice van Saksen-Coburg en Gotha, de tweede dochter van koningin Victoria. 
Prins Lodewijk Alexander en prinses Victoria Maria kregen vier kinderen:
- Alice (1885–1969), trouwde met Andreas van Griekenland
- Louise (1889–1965), trouwde met de Zweedse kroonprins Gustaaf Adolf
- George (1892–1938), trouwde met gravin Nadejda Mikhailovna de Torby
- Louis (1900–1979), trouwde met Edwina Cynthia Annette Ashley

## Titels
Als gevolg van de Eerste Wereldoorlog deed prins Lodewijk Alexander, op verzoek van koning George V, afstand van zijn Duitse titel ‘Prins van Battenberg’ op 14 juli 1917 en veranderde hij zijn familienaam ‘Battenberg’ in ‘Mountbatten’. Op 17 juli werd hij benoemd tot markies van Milford Haven, graaf van Medina en burggraaf Alderney. Alle tot Brit genaturaliseerde leden van de familie Battenberg deden afstand van hun prinselijke titels en namen de naam Mountbatten aan. Alleen zijn oudste dochter Alice nam nooit de geslachtsnaam ‘Mountbatten’ aan, omdat ze in 1903 al in de koninklijke familie van Griekenland was getrouwd.
Battenberg stierf op 11 september 1921, vlak nadat hij de titel ‘admiraal van de Vloot’had ontvangen. Hij werd begraven in de Whippingham Church op Isle of Wight.

## Trivia
Naar de prins zou de “battenbergcake” genoemd zijn, die dan weer zijn naam gaf aan het battenburgpatroon.  